# Aechmanthera gossypina
Aechmanthera gossypina är en akantusväxtart som först beskrevs av Nathaniel Wallich, och fick sitt nu gällande namn av Christian Gottfried Daniel Nees von Esenbeck. Aechmanthera gossypina ingår i släktet Aechmanthera och familjen akantusväxter. Inga underarter finns listade i Catalogue of Life.